# Sopot Festival 2004
Sopot Festival 2004 – 41. edycja festiwalu muzycznego odbywającego się w sopockiej Operze Leśnej. Festiwal odbył się 20–21 sierpnia 2004 roku. Koncerty poprowadzili: Magda Mołek, Tomasz Kammel i Artur Orzech.
Producentem festiwalu został Mirosław Łękowski, a dyrektorem artystycznym wydarzenia został Marek Sierocki. Za produkcję odpowiadała Agencja Produkcji Audycji Telewizyjnych dla Programu 1 Telewizji Polskiej S.A., a reżyserami widowiska byli Bartek Jastrzębowski i Jacek Kęcik.

## Pierwszy dzień festiwalu

### Część I – „Czas płynie jak rzeka” – koncert pamięci Czesława Niemena
W 2004 roku upamiętniono twórczość Czesława Niemena, który zmarł 17 stycznia 2004 roku. Jego największe przeboje wykonali polscy wykonawcy. W koncercie wykorzystane zostały także materiały archiwalne i wspomnienia o artyście.
- Ewelina Flinta – „Dziwny jest ten świat”
- Andrzej Piaseczny – „Czy mnie jeszcze pamiętasz?”
- Piotr Cugowski – „Płonąca stodoła”
- Justyna Steczkowska – „Pod Papugami”
- Grzegorz Turnau – „Wspomnienie”
- Artur Gadowski – „Włóczęga”
- Ewelina Flinta & Piotr Cugowski – „Sen o Warszawie”
- Ryszard Rynkowski – „Obok nas”
- Stanisław Sojka – „Nim przyjdzie wiosna”
- Ewa Bem – „Jednego serca”
- Tadeusz Woźniak – „Czas jak rzeka”

### Część II – „To co w życiu ważne” – Krzysztof Krawczyk
W 2004 roku Krzysztof Krawczyk świętował czterdziestolecie działalności artystycznej. Koncert był przypomnieniem największych przebojów wylansowanych przez wykonawcę oraz prezentacją aktualnych dokonań muzycznych. W programie koncertu znalazły się piosenki wylansowane solo, z zespołem Trubadurzy oraz Goranem Bregoviciem. Wraz z Krawczykiem na scenie wystąpili: Edyta Bartosiewicz, Jan Borysewicz, Andrzej Piaseczny i Ania Dąbrowska. Koncertowi towarzyszyła orkiestra Kukla Band pod batutą Zygmunta Kukli. Koncert poprowadził Artur Orzech.

## Drugi dzień festiwalu

### Część III – „Vive la France”
W koncercie wystąpiły: Włoszka In-Grid, Belgijka Kate Ryan i Francuzka Patricia Kaas, które zaprezentowały największe przeboje francuskiego rynku muzycznego. Na scenie wystąpił także Michał Kwiatkowski, laureat francuskiego konkursu talentów Star Academy, emitowanego przez francuską telewizję TF1. Koncert poprowadzili Magda Mołek i Tomasz Kammel.